# Miloš Vulić
Miloš Vulić (cyryl. Милош Вулић, ur. 19 sierpnia 1996 w Kruševacu) – serbski piłkarz grający na pozycji środkowego pomocnika w klubie FK TSC Bačka Topola.

## Kariera klubowa

### Napredak Kruševac
Vulić zadebiutował w Napredaku Kruševac 18 maja 2015 w meczu z Proleter Nowy Sad (wyg. 0:2). Pierwszą bramkę zdobył 9 kwietnia 2016 w zremisowanym 2:2 spotkaniu przeciwko FK Donji Srem. Łącznie dla Napredaku Kruševac Vulić rozegrał 114 meczów strzelając 13 goli.

### FK Crvena zvezda
Vulić przeszedł do Crvenej zvezdy 14 stycznia 2019 za 200 tys. €. Debiut dla nich zaliczył 23 lutego 2019 w wygranym 0:1 spotkaniu przeciwko Radnikowi Surdulica. Pierwszego gola strzelił 9 sierpnia 2019 w meczu z Mladostią Lučani (wyg. 2:0). Ostatecznie w barwach Crvenej zvezdy Vulić wystąpił 40 razy zdobywając 6 bramek.

### FC Crotone
Vulić przeniósł się do FC Crotone 5 września 2020 za 800 tys. €. Zadebiutował dla nich 27 września 2020 w meczu z A.C. Milanem (przeg. 0:2). Premierową bramkę zdobył 17 stycznia 2021 w wygranym 4:1 spotkaniu przeciwko Benevento Calcio. Łącznie dla FC Crotone Vulić rozegrał 47 meczów strzelając dwie bramki.

### AC Perugia Calcio
Vulić trafił do Perugii Calcio 20 lipca 2022. Debiut dla nich zaliczył 13 sierpnia 2022 w starciu przeciwko Palermo FC (przeg. 2:0). Ostatecznie w barwach Perugii Calcio Vulić wystąpił 9 razy nie zdobywając żadnej bramki.

### FK TSC Bačka Topola
Vulić przeszedł do FK TSC Bačka Topola 9 sierpnia 2023. Zadebiutował dla nich 20 sierpnia 2023 w meczu z Javorem Ivanjica (wyg. 0:3). Pierwszą bramkę zdobył 16 września 2019 w wygranym 6:3 spotkaniu przeciwko FK Železničarowi Pančevo.

## Kariera reprezentacyjna

### Serbia U-18
Vulić dla reprezentacji Serbii U-18 zagrał 13 marca 2014 w starciu z Bośnią (wyg. 0:1).

### Serbia
Vulić zadebiutował w reprezentacji Serbii 7 czerwca 2021 w meczu z Jamajką (1:1). Drugi raz wystąpił dla nich 11 czerwca 2021 w przegranym 1:0 spotkaniu przeciwko Japonii. 

## Statystyki

### Klubowe
(aktualne na dzień 12 stycznia 2024)
| Klub                | Sezon              | Liga               | Liga  | Liga   | Puchar kraju | Puchar kraju | Europa | Europa | Suma  | Suma   |
| Klub                | Sezon              | Liga               | Mecze | Bramki | Mecze        | Bramki       | Mecze  | Bramki | Mecze | Bramki |
| ------------------- | ------------------ | ------------------ | ----- | ------ | ------------ | ------------ | ------ | ------ | ----- | ------ |
| Napredak Kruševac   | 2012/13            | Prva liga Srbije   | 4     | 0      | 0            | 0            | –      | –      | 4     | 0      |
| Napredak Kruševac   | 2013/14            | Super liga Srbije  | 1     | 0      | 0            | 0            | –      | –      | 1     | 0      |
| Napredak Kruševac   | 2014/15            | Super liga Srbije  | 2     | 0      | 0            | 0            | –      | –      | 2     | 0      |
| Napredak Kruševac   | 2015/16            | Prva liga Srbije   | 28    | 2      | 1            | 0            | –      | –      | 29    | 2      |
| Napredak Kruševac   | 2016/17            | Super liga Srbije  | 23    | 0      | 1            | 0            | –      | –      | 24    | 0      |
| Napredak Kruševac   | 2017/18            | Super liga Srbije  | 30    | 5      | 3            | 1            | –      | –      | 33    | 6      |
| Napredak Kruševac   | 2018/19            | Super liga Srbije  | 19    | 4      | 2            | 1            | –      | –      | 21    | 5      |
| Napredak Kruševac   | Ogólnie            | Ogólnie            | 107   | 11     | 7            | 2            | 0      | 0      | 114   | 13     |
| FK Crvena zvezda    | 2018/19            | Super liga Srbije  | 5     | 0      | 3            | 0            | 0      | 0      | 8     | 0      |
| FK Crvena zvezda    | 2019/20            | Super liga Srbije  | 21    | 2      | 2            | 1            | 4      | 1      | 27    | 4      |
| FK Crvena zvezda    | 2020/21            | Super liga Srbije  | 4     | 2      | 0            | 0            | 1      | 0      | 5     | 2      |
| FK Crvena zvezda    | Ogólnie            | Ogólnie            | 30    | 4      | 5            | 1            | 5      | 1      | 40    | 6      |
| FC Crotone          | 2020/21            | Serie A            | 25    | 1      | 1            | 0            | –      | –      | 26    | 1      |
| FC Crotone          | 2021/22            | Serie B            | 19    | 0      | 2            | 1            | –      | –      | 21    | 1      |
| FC Crotone          | Ogólnie            | Ogólnie            | 44    | 1      | 3            | 1            | 0      | 0      | 47    | 2      |
| AC Perugia Calcio   | 2022/23            | Serie B            | 8     | 0      | 1            | 0            | –      | –      | 9     | 0      |
| AC Perugia Calcio   | Ogólnie            | Ogólnie            | 8     | 0      | 1            | 0            | 0      | 0      | 9     | 0      |
| FK TSC Bačka Topola | 2023/24            | Super liga Srbije  | 10    | 1      | 1            | 0            | 6      | 0      | 17    | 1      |
| FK TSC Bačka Topola | Ogólnie            | Ogólnie            | 10    | 1      | 1            | 0            | 6      | 0      | 17    | 1      |
| Ogólnie w karierze  | Ogólnie w karierze | Ogólnie w karierze | 199   | 17     | 17           | 4            | 11     | 1      | 227   | 22     |

### Reprezentacyjne
(aktualne na dzień 12 stycznia 2024)
| Reprezentacja      | Rok                | Mecze | Bramki |
| ------------------ | ------------------ | ----- | ------ |
| Serbia U-18        | 2018               | 1     | 0      |
| Ogólnie            | Ogólnie            | 1     | 0      |
| Serbia             | 2021               | 2     | 0      |
| Ogólnie            | Ogólnie            | 2     | 0      |
| Ogólnie w karierze | Ogólnie w karierze | 3     | 0      |

| Mecze i gole w reprezentacji | Mecze i gole w reprezentacji | Mecze i gole w reprezentacji | Mecze i gole w reprezentacji | Mecze i gole w reprezentacji | Mecze i gole w reprezentacji | Mecze i gole w reprezentacji | Mecze i gole w reprezentacji |
| Serbia U-18                  | Serbia U-18                  | Serbia U-18                  | Serbia U-18                  | Serbia U-18                  | Serbia U-18                  | Serbia U-18                  | Serbia U-18                  |
| Lp.                          | Data                         | Miejsce                      | Gospodarz                    | Gość                         | Wynik                        | Gol                          | Rozgrywki                    |
| ---------------------------- | ---------------------------- | ---------------------------- | ---------------------------- | ---------------------------- | ---------------------------- | ---------------------------- | ---------------------------- |
| 1.                           | 13.03.2014                   | Ilidža                       | Bośnia i Hercegowina U-18    | Serbia U-18                  | 0:1                          |                              | Mecz towarzyski              |
| Serbia                       |                              |                              |                              |                              |                              |                              |                              |
| Lp.                          | Data                         | Miejsce                      | Gospodarz                    | Gość                         | Wynik                        | Gol                          | Rozgrywki                    |
| 1.                           | 07.06.2021                   | Kobe                         | Serbia                       | Jamajka                      | 1:1                          |                              | Mecz towarzyski              |
| 2.                           | 11.06.2021                   | Kobe                         | Japonia                      | Serbia                       | 1:0                          |                              | Mecz towarzyski              |

## Sukcesy

### Napredak Kruševac
- Prva liga Srbije (2×): 2012/2013, 2015/2016[11]

### FK Crvena Zvezda
- Super liga Srbije (2×): 2018/2019, 2019/2020, 2020/2021[11]
- Kup Srbije u fudbalu (1×): 2018/2019[11]